# Avenue du Maréchal-de-Lattre-de-Tassigny (Nancy)
Pour les articles homonymes, voir Avenue du Maréchal-de-Lattre-de-Tassigny.
L'avenue du Maréchal-de-Lattre-de-Tassigny est une voie de la commune de Nancy, dans le département de Meurthe-et-Moselle, en région Lorraine.

## Situation et accès
L'avenue du Maréchal-de-Lattre-de-Tassigny est une voie rectiligne située dans le même axe nord-sud que l'avenue de Strasbourg, au sud-est de Nancy dans le quartier Saint-Pierre - René II - Marcel Brot.

## Origine du nom
Elle porte le nom du maréchal de France Jean de Lattre de Tassigny (1889-1952).

## Historique
L'avenue du Maréchal-de-Lattre-de-Tassigny est constituée par la partie nord de l'« avenue de Strasbourg » qui a été rebaptisée.

## Bâtiments remarquables et lieux de mémoire
- no 29 : entrée principale et adresse administrative de l'Hôpital central.
- no 94 : campus franco-allemand de Sciences Po Paris dans l'Hôtel de la Mission Royale (numéros 94 à 98, monument historique englobant l'ancienne église Saint-Pierre)